# Hydrillodes subalbida
Hydrillodes subalbida är en fjärilsart som beskrevs av Bethune-Baker 1908. Hydrillodes subalbida ingår i släktet Hydrillodes och familjen nattflyn. Inga underarter finns listade i Catalogue of Life.